# Entypesa nebulosa
Entypesa nebulosa là một loài nhện trong họ Nemesiidae.
Entypesa nebulosa được miêu tả năm 1902 bởi Simon.